# Kirche Schönau (Thun)
Die Kirche Schönau ist ein 1958 erbautes sakrales Gebäude in Schönau, einem Teil des Westquartiers in Thun in der Schweiz. 
Benannt ist sie nach dem Stadtviertel Schönau im Westen von Thun, am Rande des Berner Oberlandes gelegen. Sie dient der reformierten Kirchgemeinde als Gottesdienstort und mitsamt ihren vielen Räumlichkeiten dem Quartier als Begegnungszentrum. 

## Ausstattung
Die Kirche besitzt einen Glockenturm. Das Innere der Kirche ist mit Glasfenstern von Werner Eberli ausgestattet, die Episoden aus dem Matthäusevangelium darstellen.